# Сенниця-Ружана (гміна)
Гміна Сенниця-Ружана (пол. Gmina Siennica Różana) — сільська гміна у східній Польщі. Належить до Красноставського повіту Люблінського воєводства.
Станом на 31 грудня 2011 у гміні проживало 4241 особа.

## Площа
Згідно з даними за 2007 рік площа гміни становила 98.37 км², у тому числі:
- орні землі: 71.00 %
- ліси: 22.00 %

Таким чином, площа гміни становить 8.65 % площі повіту.

## Населення
Станом на 31 грудня 2011:
| Опис     | Загалом | Загалом | Чоловіки | Чоловіки | Жінки | Жінки |
| -------- | ------- | ------- | -------- | -------- | ----- | ----- |
| одиниця  | осіб    | %       | осіб     | %        | осіб  | %     |
| все      | 4241    | 100     | 2052     | 48.38    | 2189  | 51.62 |
| міське   | 0       | 100     | 0        |          | 0     |       |
| сільське | 4241    | 100     | 2052     | 48.38    | 2189  | 51.62 |

## Сусідні гміни
Гміна Сенниця-Ружана межує з такими гмінами: Холм, Красностав, Краснічин, Лісневичі, Рейовець.